# Rae-Soro (Ort)
Rae-Soro (Raesoro, Raisoro) ist eine osttimoresische Siedlung im Suco Leolima (Verwaltungsamt Hato-Udo, Gemeinde Ainaro).

## Geographie und Einrichtungen
Rae-Soro ist eine Siedlung in der Aldeia Rae-Soro, in einer Meereshöhe von 428 m. Die Gebäude liegen an der Straße, die entlang der Südwestgrenze der Aldeia verläuft, und an einigen Seitenstraßen. Die Hauptstraße ist Teil der südlichen Küstenstraße Osttimors, die hier etwas landeinwärts verläuft. Rae-Soro ist Teil des Siedlungszentrums Hato-Udo. Nördlich schließt sich die Siedlung Groto an, jenseits der Straße die Siedlung Nuno-Boco.
In Rae-Soro steht die evangelische Kirche Visão Cristã.